# Цебриково
Це́бриково (укр. Цебрикове) — (до 1919 года — хутор Цебрик, колония Гофнунгсталь или Гоффнунгсталь (нем. Hoffnungstal или Hoffnungsthal). Посёлок на Украине.
С 1961 года посёлок городского типа Цебриково, относится к Раздельнянскому району (ранее до 17 июля 2020 года к Великомихайловскому району, до 1950 года к Цебриковскому району) Одесской области Украинской ССР, ныне территория Украины.
Административный центр Цебриковской поселковой общины.

## История
До 17 июля 2020 года, посёлок городского типа Цебриково был подчинен Великомихайловскому району, который был ликвидирован.
В 1961 году село Цебриково получило статус посёлка городского типа.
В 1920—1950-х годах село Цебриково входило в состав Цебриковского района и было райцентром Цебриковского района в Одесской области, Украинской ССР.
В 1941—1944 годах село Цебриково находилось под немецко-румынской оккупацией.
В 1819—1920-х — колония Гоффнунгсталь (нем. Hoffnungstal, Hoffnungsthal — «Долина Надежд»).
Еврейская земледельческая колония Фрайберг была включена в черту села Цебриково.

## География
Расположен в северо-западной части Причерноморской низменности.

## Известные уроженцы
Родина российского государственного деятеля, секретаря Государственного совета Российской Федерации, министра транспорта Игоря Левитина.

## История
Село основано в 1819 году как немецкая колония Гофнунгсталь.
По состоянию на 1886 год в немецкой колонии Гофнунгсталь (или Гоффнунгсталь), в центре Гофнунгстальськой волости Тираспольского уезда Херсонской губернии, проживало 2049 человек, насчитывалось 120 дворовых хозяйств, существовали лютеранская церковь, школа, земская станция, 3 лавки, происходили базары через 2 недели по понедельникам. 7 верст — школа, лавка. За 10 верст — лютеранский молитвенный дом. За 12 верст — лютеранский молитвенный дом. За 16 верст — лютеранский молитвенный дом, школа, лавка.
В 1920—1950-х годах село Цебриково было райцентром Цебриковского района.
В 1930-е годы еврейская земледельческая колония Фрайберг была включена в черту села.
В ходе Великой Отечественной войны в 1941—1944 годы село находилось под немецко-румынской оккупацией.
В 1951 году в результате Советско-польского обмена участками территорий на территорию села были насильственно переселены жители сел Быстрое, Липья, Михновець Стрелковский района и сел Видрене, Дашувка, Дверничок, Поляна, Уровня, Росохате, Росолин, Среднее Мале, Скородная, Лобизва , Телешниця Ошварова, Устянова, Хмель Нижне-Устрицкого района Дрогобычской области (ныне территория Польши).
В январе 1989 года численность населения составляла 3118 человек.
В июле 1995 года Кабинет министров Украины утвердил решение о приватизации находившегося здесь ремонтного предприятия.